# 龍うた
『龍うた』（りゅううた）は、『龍が如く OF THE END』と『龍が如く5 夢、叶えし者』の予約特典として付属した、シリーズのミニゲーム「カラオケ」のベスト選曲CD。どちらも「龍うた〜」の後に以下のタイトルがつく。ちなみに、ゲーム内ではフルバージョンは収録されておらず、フルバージョンが聴けるのはこのCDのみとなっている。また、収録曲の中には主人公達が同時に合いの手を入れる「○○ -情熱的だよ全員集合mix-」のようなこのCD限定のスペシャルトラックもある。

## 龍が如く KARAOKE BEST SELECTION
『龍が如く OF THE END』の予約特典として登場。全16曲。

### 収録曲
1. 乙女色my life  / 澤村遥

1. MachineGun Kiss ［Full Spec Edition］ / 桐生一馬（黒田崇矢）
  - 作詞：堀井亮佑 / 作曲：福田有理
2. rain drops ［Full Spec Edition］ / 花（平野綾）
  - 作詞：堀井亮佑 / 作曲：福田有理
3. GET TO THE TOP! ［Full Spec Edition］ / 澤村遥（釘宮理恵）
  - 作詞：堀井亮佑 / 作曲：庄司英徳
4. 神室純恋歌 ［Full Spec Edition］ / 秋山駿（山寺宏一）&花（平野綾）
  - 作詞：堀井亮佑 / 作曲：福田有理
5. rain drops （Remix OF THE END） / 花（平野綾）
  - remixed by 83key
6. GET TO THE TOP! （Remix OF THE END） / 真島吾朗（宇垣秀成）
  - remixed by 83key
7. 神室純恋歌 ［関西の龍 Special Edition］ / 郷田龍司（岩崎征実）&花（平野綾）
8. GET TO THE TOP! -情熱的だよ全員集合mix- / 澤村遥（釘宮理恵）feat.情熱オールスターズ
  - remixed by 堀井亮佑・福田有理
9. 神室雪月花 （Original mix） / 桐生一馬（黒田崇矢）
  - 作詞・作曲：庄司英徳
10. 乙女色my life （Karaoke）
11. MachineGun Kiss （Karaoke）
12. rain drops （Karaoke）
13. GET TO THE TOP! （Karaoke）
14. 神室純恋歌 （Karaoke）
15. 神室雪月花 （Karaoke）

## 龍が如く5 THE BEST SONGS SELECTION
『龍が如く5 夢、叶えし者』の予約特典として登場。全15曲。
2020年には本作に収録された楽曲「ばかみたい」（英: I’ve Been a Fool）を用いたインターネット・ミームが流行した。このミームは2017年にYoutubeへ投稿された、作品『龍が如く』のファンによる「ばかみたい」の口パク動画に由来している。2020年7月になって、Twitterのとあるユーザーがこの動画を用いてYouTuberのライナス・セバスチャンに「ばかみたい」を歌わせたディープフェイク動画を投稿した後、様々な人物で同様のディープフェイク動画が作られた。YouTubeにはディープフェイク動画を作成するためのチュートリアルもアップロードされ、「Dame Da Ne」ミームとしてインターネット上で流行した。

### 収録曲
1. KONNANじゃないっ! ［Full Spec Edition］ / 澤村遥（釘宮理恵）&T-SET（白石涼子・野中藍）
  - 作詞：堀井亮佑 / 作曲：Z
2. loneliness loop ［Full Spec Edition］ / 澤村遥（釘宮理恵）&T-SET（白石涼子・野中藍）
  - 作詞：堀井亮佑 / 作曲：ZENTA
3. キミハイルカラ ［Full Spec Edition］ / 澤村遥（釘宮理恵）&T-SET（白石涼子・野中藍）
  - 作詞：堀井亮佑 / 作曲：福山光晴
4. ばかみたい ［Full Spec Edition］ / 冴島大河（小山力也）
  - 作詞：堀井亮佑 / 作曲：福山光晴
5. ring ［Full Spec Edition］ / りく（金子有希）&ほのか（鹿野潤）
  - 作詞：堀井亮佑 / 作曲：ZENTA
6. Rouge of Love ［Full Spec Edition］ / かぐや（吉原ナツキ）&詩音（水城レナ）
  - 作詞：堀井亮佑 / 作曲：青木千紘
7. GET TO THE TOP! ［Full Spec Edition］ / 桜咲ひなた（佐藤朱）
  - 作詞：堀井亮佑 / 作曲：庄司英徳
8. MachineGun Kiss ［Full Swing Edition］ / 品田辰雄（森川智之）
  - 作詞：堀井亮佑 / 作曲：福田有理
9. ばかみたい ［Sky Finance Edition］ / 秋山駿（山寺宏一）
  - 作詞：堀井亮佑 / 作曲：福山光晴
10. KONNANじゃないっ! -情熱的だよ全員集合mix- / 澤村遥（釘宮理恵）feat.情熱オールスターズ
  - Remix by 堀井亮佑・青木千紘
11. ばかみたい ［Taxi Driver Edition］ / 桐生一馬（黒田崇矢）
  - 作詞：堀井亮佑 / 作曲：福山光晴
12. KONNANじゃないっ!
13. loneliness loop
14. キミハイルカラ
15. ばかみたい